# Das Luxusbad
Das Luxusbad ist ein 1917 gedrehtes, deutsches Stummfilmlustspiel von Franz Hofer mit Lya Ley und Carl Auen in den Hauptrollen.

## Handlung
Komtess Lo von Broichen hatte eigentlich beabsichtigt, mit ihrem Vater in ein mondänes Seebad mit allem Drum und Dran zu fahren. Doch der sagt in letzter Minute ab, da er sich ganz seiner Verlobten widmen möchte. Allein will Lo nun auch nicht die Sommerferien auf Schloss Broichen verbringen, und so bittet sie Nelly, ihre Freundin aus gemeinsamen Mädchenpensionatstagen, sie nach Neu-Baden zu Tante und Onkel zu begleiten. Doch anders als vermutet ist Neu-Baden mitnichten ein verwöhnendes Spa, ein schicker Kurort, ein mondänes Luxusbad – ganz im Gegenteil: es handelt sich dabei um ein völlig verschlafenes Nest am Waldesrand, wo sich Fuchs und Hase gute Nacht sagen. An diesem beschaulichen Plätzchen verdient sich Nellys Onkel seinen Lebensunterhalt als Wirt. Beide Mädchen sind zutiefst enttäuscht.
Der einzige Lichtblick, weil er einen Hauch von großer, weiter Welt verströmt, ist ein Gast, der alerte Graf von Schmachtewitz, dem gegenüber sich Lo und Nelly den Spaß erlauben, als Dienstboten aufzutreten. Seine Hochwohlgeboren ist jedoch nicht blöd und erkennt rasch, dass die beiden Mädels ihn lediglich verschaukeln wollen und mitnichten Dienstmädchen sind. Und so spielt er das Spiel mit und bringt sie ständig in Verlegenheiten und unangenehme Situationen. Völlig entnervt, will Lo schließlich abreisen, obwohl sie emotional längst Schmachtewitz entgegenschmachtet. Auch er hat sich in die flotte, kesse Komtess verliebt. So hat Lo zwar nicht ihr Luxusbad gefunden, hingegen den Mann fürs Leben.

## Produktionsnotizen
Das Luxusbad passierte im August 1917 die Filmzensur und wurde im Januar 1918 in Berlins Marmorhaus uraufgeführt. Der Dreiakter besaß zunächst eine Länge von 1150 Metern.

## Kritik
„Lia Ley als Lo ist entzückend und sowohl das herzigste Komteßchen als auch ein reizendes Dienstmädchen. Rudi Wehr als Nelly spielt mit sehr viel Liebenswürdigkeit und Grazie. Carl Auen als Graf ist wie immer unübertrefflich.“